# محوطه چهار تاف
محوطه چهار تاف مربوط به هزاره اول قبل از میلاد است و در شهرستان خرم‌آباد، بخش ویسیان، دهستان ویسیان، روستای اثر زمین کالیاب واقع شده و این اثر در تاریخ ۱۳ آبان ۱۳۸۶ با شمارهٔ ثبت ۱۹۸۳۲ به‌عنوان یکی از آثار ملی ایران به ثبت رسیده است.